# Josep Suñol i Capdevila
Josep Suñol i Capdevila   (Barcelona, 1841 - Badalona, febrer 1906) va ser un hisendat i polític català.

## Biografia
Els seus pares eren Josep Suñol i Cuadras, pagès de Badalona, i Teresa Capdevila i Pahisa, hereva d'una família de pagesos del Raval de Barcelona. Es va casar amb la barcelonina Trinitat Llobet i Sabater.
Cap al 1887 va instal·lar-se a Badalona, on tenia l'heretat familiar, situada a Sistrells, i Ca n'Alemany, i va començar a intervenir en la política municipal. Situat a l'òrbita del Partit Conservador, es va acabar integrant en l'anomenada Lliga Popular i va ser correligionari i seguidor de Joaquim Palay i Jaurés, un dels representants més significatius de la política caciquista a la ciutat. Entre 1893 i 1897 va ser regidor de l'Ajuntament de Badalona i durant la primera alcaldia de Palay (1894-1895) va esdevenir tercer tinent d'alcalde. També va ser successivament president i vicepresident de l'associació agrària Foment de l'Agricultura de Badalona.
Després de deixar el consistori, el 1903 va ser nomenat jutge de pau suplent, però a finals d'any va participar en les eleccions municipals amb la Lliga Popular i va tornar a entrar com a regidor. A més, va ser elegit alcalde de la ciutat, càrrec que va ocupar breument entre l'1 de gener i el 7 de març de 1904. Va ser un dels períodes més caòtics i de descontrol de l'Ajuntament per part del caciquisme local, quan l'alcaldia va ser ocupada, a més d'ell, per altres seguidors i persones properes a Palay com Ramon Amat, Joaquim Costa o Josep Valls, fins que es va efectuar una inspecció administrativa que va suposar la suspensió del consistori per la ingent quantitat d'irregularitats que es van detectar. Sunyol ocupà el càrrec de regidor fins a la seva mort el febrer de 1906.